# Théodore Aubert
Théodore Aubert (ur. 8 września 1878 w Genewie, zm. 19 stycznia 1963 tamże) – szwajcarski polityk, adwokat, założyciel tak zwanej „Ligi Auberta”, pisarz i alpinista.

## Życiorys
Był synem Henrrie Louisa i Ellen-Isabel Price. Po ukończeniu College de Genéve, studiował prawo na Uniwersytecie Genewskim (Université de Genève). Podjął pracę otwierając w 1901 roku własną kancelarię adwokacką. Reprezentował Union de defense économique, któremu przewodniczył w Conseil de l’Ordre des Avocats. Po wybuchu I wojny światowej został zmobilizowany w stopniu oficerskim i skierowany został na placówkę dyplomatyczną do Paryża gdzie pracował w latach 1917–1918. Od grudnia następnego roku pracował w Berlinie i później we Francji pełniąc obowiązki wizytatora z ramienia Międzynarodowego Czerwonego Krzyża. Znając losy jeńców więzionych w obozach został delegatem na konferencję International Law Association. Posłował do parlamentu kantonu w Genewie latach 1923–1925, a w latach 1935–1939 do Rady Narodowej. Broniąc Arkadija Pawłowicza Połunina uczestniczył w procesie Maurice Conradiego. W związku z wydarzeniami jakie miały miejsce po procesie (wymordowano rodzinę Conradiego) Théodore Aubert opublikował dokumenty dotyczące powiązań rządu bolszewickiego z tą sprawą. Pod wpływem tych doświadczeń założył międzynarodową ponadpartyjną organizację społeczną Entente internationale contre la IIIe Internationale (Liga Auberta – Porozumienie do Walki z III Międzynarodówką) wokół której zrzeszyły się organizacje antykomunistyczne z trzydziestu krajów Europy i Ameryki. Liga wydawała La Vague Rouge i Biulletin quotidienne EIA. Documentation mensuelle zajmujące się publikowaniem dokumentów ilustrujących działalność wywrotową bolszewików, książki i raporty dla rządów i Ligi Narodów.
Do wybuchu II wojny światowej Théodore Aubert był celem dwóch zamachów. Po wojnie dokumentacja organizacji trafiły do zbiorów uniwersytetu w Genewie.
Prócz pracy zawodowej i aktywności politycznej Théodore Aubert był aktywnym członkiem genewskiego klubu alpinistycznego, a także pisał romanse historyczne.

## Publikacje książkowe
- La Brevecarriere de Jean Lerat: roman historique sur la terreur genevoise. (Genewa, 1914 r.)
- 1814: roman historiques genevois. (Genewa, 1914 r.)
- Notre attitude vis-à-vis des bellegerante. (Genewa, 1915 r.)
- L’Affaire Conradi. (Genewa, 1924 r.)
- Riechr Obera. (Genewa, 1924 r.)
- Á la recherche de l’ordere novueau. (Genewa, 1935 r.)
- Das unzerstörbare Christentum. Pour la démocratigue suisse contre le communisme tatalitaire. (Genewa, 1946 r.)
- Komunismus und Freiheit. Täuschung und Wirklichkeit. (Genewa, 1947 r.)
- Les papiers du colonel Aubert, 1813-1888. Souvenirs militaires. Letters des princes d’Orleans. (Genewa, 1953 r.)